# AnnaGrace
AnnaGrace (anciennement connu sous le nom Ian Van Dahl) est un groupe belge de trance, actif entre 2005 et 2013. Ils se font connaitre À l'été 2001 avec le hit Castles In the Sky une mélodie dance/trance qui obtient un énorme succès dans le monde entier. Deux albums suivront : Ace en 2002 ainsi que Lost&Found en 2004.

## Histoire

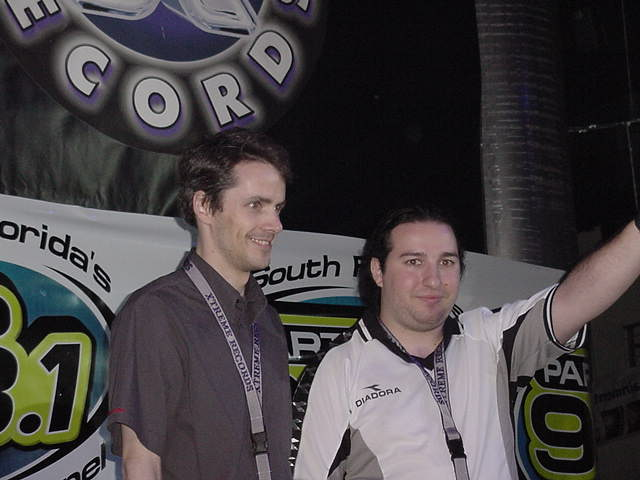
Erik Vanspauwen et Christophe Chantzis – parolier et producteur de Ian Van Dahl.

Après que l'ancien co-producteur de Ian Van Dahl, David Vervoort (alias Dave McCullen), ait annoncé qu'il ne participerait pas au projet suivant, seuls Annemie Coenen et Peter Luts se forment pour former AnnaGrace. Après environ six mois de travail sur le nouveau projet, le premier single You Make Me Feel sort le 23 juin 2008 en Belgique, où il se classe rapidement à la première place des charts dance. Le single connait également un grand succès dans les classements dance internationaux, atteignant la première place du Billboard Dance Airplay Charts aux États-Unis.
Dans une interview d'avril 2007, Coenen note que la plupart des chansons d'un nouvel album de Ian Van Dahl sont de sa plume et de celle de Lut, mais la sortie est repoussée au-delà de la séparation du groupe. Finalement, le nouvel album ne sort qu'en juin 2010 sous le nom du groupe AnnaGrace. Un autre single en avant-première est Let the Feelings Go. Contre toute attente, le nouveau single se hisse dans le top 5 national en l'espace de quelques semaines après avoir débuté à la 36e place du classement flamand des singles Ultratop. Let the Feelings Go permet également à AnnaGrace de remporter un petit succès aux Pays-Bas. Comme You Make Me Feel, Let the Feelings Go connait un grand succès dans les charts dance et atteint la première place en Belgique.
Fin 2009, le nouveau single Love Keeps Calling sort. Alors que les grands succès se limitent à nouveau aux charts dance, le single a au moins atteint la 23e place en Flandre et la 29e place aux Pays-Bas. En mai 2010, AnnaGrace annonce la sortie de son premier album Ready to Dare pour le mois suivant. Le 21 juin est choisi comme date de sortie finale. Au préalable, un autre single, Celebration, est déjà sorti,. 

## Discographie

### Singles
- 2000 : Castles in the Sky
- 2001 : Will I?
- 2002 : Reason
- 2002 : Try
- 2003 : Secret Love
- 2003 : I Can't Let You Go
- 2004 : Where Are You Now?
- 2004 : Believe
- 2004 : Inspiration
- 2005 : Movin' On
- 2006 : Just a Girl
- 2010 : Let the Feeling Go